# Mural Hogevecht
De Mural Hogevecht is een kunstwerk in Amsterdam-Zuidoost.
Het kunstenaarscollectief RUA (Reflexo on Urban Art) kreeg de opdracht de eentonige hoogbouwflats in de H-buurt in de Amsterdamse wijk na een renovatiebeurt op te fleuren. Voor de flat Hogevecht Oost leverde dat een gevelhoge muurschildering op van de Braziliaan Rimon Guimarães. Hij mocht voorts ook de bijbehorende parkeergarage beschilderen. Die beschilderde zijgevel van de flat bevatte slechts een raamgang met kleine ramen in het midden en er lopen twee buizen over de volle hoogte van de flat. Hij liet zich inspireren door de plaatselijke bewoners en kwam de muurschildering zelf per hoogwerker zetten.

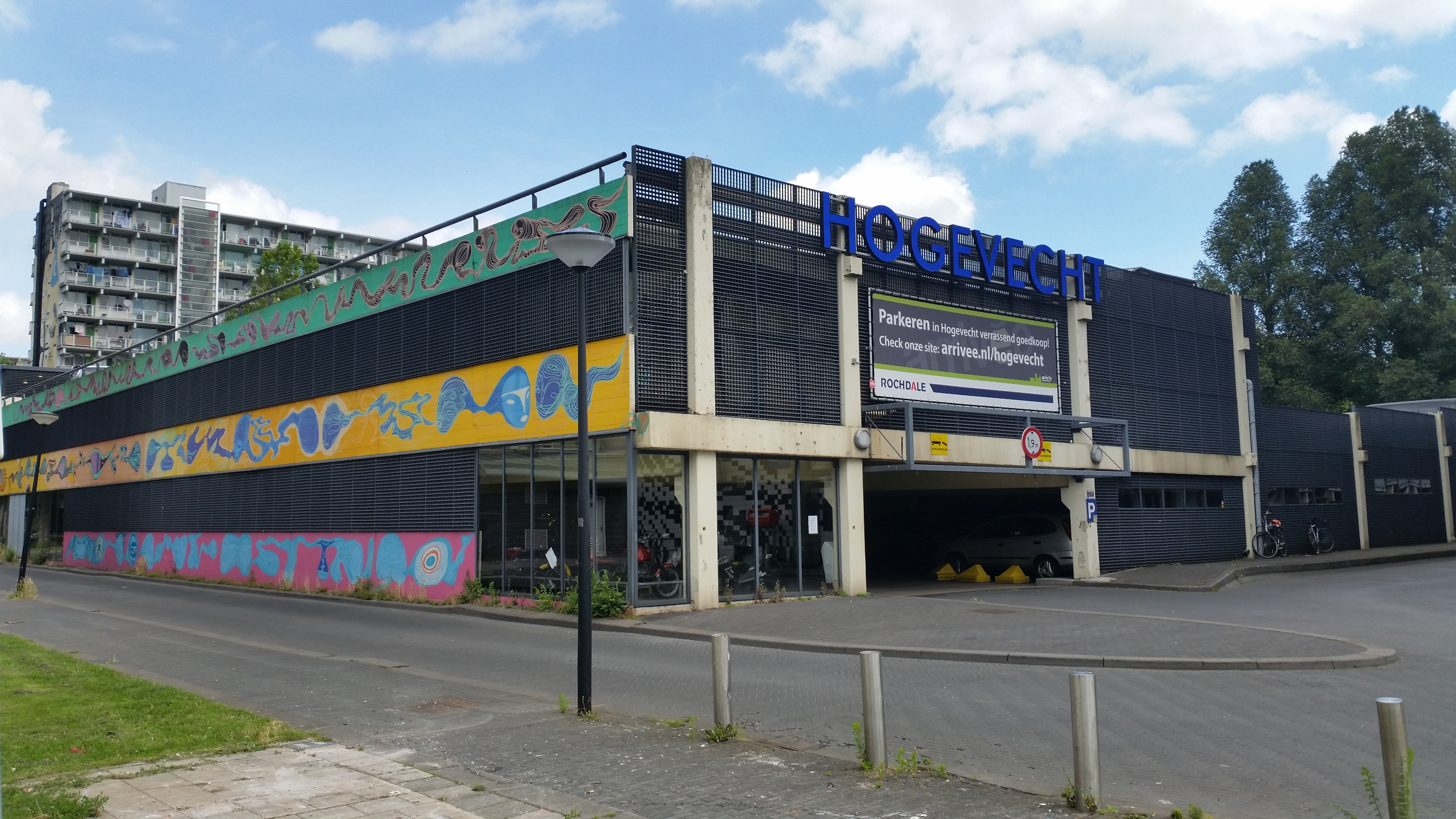
Schilderingen op de garage (juli 2020)